# Reston (Virginie)
Pour les articles homonymes, voir Reston.
Reston est une census-designated place du comté de Fairfax, en Virginie, aux États-Unis. Elle fait partie de la région métropolitaine de Washington. Fondée en 1964 par Robert E. Simon (en), Reston est une ville nouvelle construite dans le but de révolutionner les concepts d'utilisation des terres et le développement résidentiel et professionnel dans les banlieues américaines de l'après-Seconde Guerre mondiale.

## Économie
Selon le Bureau américain du recensement, les "services professionnels, scientifiques et techniques" constituent de loin la plus grande activité économique de Reston, avec 757 entreprises différentes employant 21 575 personnes en 2007. Le secteur des technologies de l'information vient ensuite  avec 9 876 employés travaillant dans 150 entreprises de Reston. Reston fait partie du Dulles Technology Corridor (en), un cluster d'entreprises hébergeant  de nombreuses firmes de défense et de technologie et abrite Carahsoft, ComScore, Leidos, Maximus, Rolls-Royce North America, Science Applications International Corporation, Verisign et X-Mode social. 
- (en) Cet article est partiellement ou en totalité issu de l’article de Wikipédia en anglais intitulé « Reston, Virginia » (voir la liste des auteurs).

1. ↑  (en) « Reston (Virginie) », Geographic Names Information System